# Veljaki
Veljaki is een plaats in de gemeente Kršan in de Kroatische provincie Istrië. De plaats telt 112 inwoners (2001).